# Кадвиша
Кадвиша (Кадвиш) — река в России, протекает в Боровичском районе Новгородской области. Река вытекает из озера Омша. Устье реки находится в 12 км по правому берегу реки Удина напротив посёлка Удино. Длина реки составляет 12 км, площадь водосборного бассейна 117 км².
На берегу реки стоит деревня Сорокино (Кончанско-Суворовского сельского поселения, прежде Удинского сельского поселения).

## Данные водного реестра
По данным государственного водного реестра России относится к Балтийскому бассейновому округу, водохозяйственный участок реки — Мста без реки Шлина от истока до Вышневолоцкого г/у, речной подбассейн реки — Волхов. Относится к речному бассейну реки Нева (включая бассейны рек Онежского и Ладожского озера).
Код объекта в государственном водном реестре — 01040200212102000020490.